# Cortex (film, 2008)
Pour les articles homonymes, voir Cortex (homonymie).
Pour plus de détails, voir Fiche technique et Distribution.
Cortex est le quatrième film français de Nicolas Boukhrief, réalisé en 2007, sorti le 30 janvier 2008.

## Synopsis
Un policier à la retraite intègre une clinique spécialisée dans le traitement de la maladie d'Alzheimer. Au fur et à mesure que sa mémoire défaille, il se met à suspecter des crimes dans l'établissement. Convaincu de l'étrangeté des faits, il commence à mener son enquête...

## Fiche technique
- Titre : Cortex
- Réalisation : Nicolas Boukhrief
- Scénario : Nicolas Boukhrief et Frédérique Moreau
- 1er assistant-réalisateur	: James Canal
- 2e assistante-réalisatrice : Stéphanie Seilhean
- Musique : Nicolas Baby
- Directeur de la photographie : Dominique Colin
- Décors : Laurent Allaire
- Costumes : Annie Thiellement
- Maquillage : Jean-Christophe Roger
- Montage : Lydia Decobert
- Son : Aymeric Dévoldère et Lucien Balibar
- Sound design : Nicolas Becker
- Mixage : Philippe Amouroux
- Montage son : Aymeric Devoldère
- Assistante monteuse son : Nicolas Bouvet
- Scripte : Bénédicte Teiger
- Directrice du casting	: Anne Pham
- Direction de post-production : Toufic Ayadi
- Pays d'origine :  France
- Productrice : Sylvie Pialat
- Sociétés de production : Les films du Worso, France 3 Cinéma, Wild Bunch, Canal+
- SOFICA : Cofinova 3
- Distribution : Wild Bunch
- Direction de production : Philippe Valentin
- Directrice de production adjointe : Audrey Martel
- Production exécutive : Mathieu Bompoint
- Making of : Christophe Ecoffet
- Régisseur général : Hugues Deniset
- Dossier presse : Christophe Lemaire
- Format : couleur – 1.66:1 – Dolby SRD – 35 mm
- Genre : policier
- Durée : 105 minutes
- Date de sortie :
  -  France: 30 janvier 2008

## Distribution
- André Dussollier : Charles Boyer
- Marthe Keller : Carole Rothmann
- Julien Boisselier : Thomas Boyer, le fils de Charles
- Pascal Elbé : le docteur Chenot
- Claude Perron : Béatrice Monnier, l'infirmière ambitieuse
- Serge Renko : Jeremy, l'infirmier
- Claire Nebout : Sandra, une infirmière
- Chantal Neuwirth : Francine, l'infirmière en chef
- Laure Salama : Diane, l'infirmière défavorable à la surmédication
- Aurore Clément : Marie, une patiente
- Philippe Laudenbach : Daniel, un patient
- Elisabeth Macocco : Hélène
- Gilles Gaston-Dreyfus : Louis Brunet
- Yves Pignot : Loïc Trehouet
- Anne-Marie Faux : Claire
- Olivier Lejeune : Martin Chauffour
- Gianni Giardinelli : Ludo, un ambulancier
- Karim Traikia : Jean, un ambulancier
- Igor Skreblin : Serge, un membre du personnel de la clinique
- Gilles Gambino : le policier
- Jean-Pierre Lazzerini : l'inspecteur
- Mathieu Vervisch : le prêtre
- Christophe Lemaire : Un voyageur